# Ромодановский, Фёдор Юрьевич
Князь-«кесарь» Фёдор Ю́рьевич Ромода́новский (ок. 1640 — 17 (28) сентября 1717) — русский государственный деятель, комнатный стольник, спальник, воевода и наместник во времена правления Алексея Михайловича, Фёдора Алексеевича, правительницы Софьи Алексеевны, Ивана V и Петра I Алексеевичей.
Председатель пятичленного совета, фактически руководивший Русским царством в период отсутствия Петра I в столице, во время его первого путешествия за границу (1697—1698). 
Из княжеского рода Ромодановских в XXIII колене от Рюрика. Единственный сын боярина и князя Юрия Ивановича Ромодановского.

## Биография

### Служба Алексею Михайловичу
С малых лет князь Фёдор, будучи сыном приближённого царя Алексея Михайловича, находился при царском дворе. Когда в 1672 году праздновалось рождение Петра Алексеевича, то в числе десяти дворян, приглашенных к «родинному» столу в Грановитой Палате, князь Фёдор Юрьевич Ромодановский был показан первым. В боярской книге в это время он пишется как ближний стольник, чин который не переставал носить в течение всей жизни.

### Служба Фёдору Алексеевичу
В 1676—1692 годах в Боярской книге записан комнатным стольником.

### Служба Софье Алексеевне
В 1689 году показан комнатным стольником и упомянут начальником стражи в Вознесенском монастыре. Участвовал во всех затеях Петра, начиная с его «потешных походов».
В октябре 1691 года, во время первого потешного похода Петра I на крепость Пресбург (Преображенское), построенную в 1684 году Ф. Ф. Тиммерманом и бывшей «стольным городом» князя Фёдора Юрьевича, сам князь был назначен генералисимусом и действовал под именем Фридриха Ромодановского. В результате «великого и страшного боя» «равнявшемуся судному дню» ротмистр Пётр Алексеев (те. сам царь), взял генералиссимуса в плен.
В 1693 году спальник. В июне 1693 и 1694 годах участвовал в двух морских походах Петра I из Москвы в Архангельск. Готовясь к походу 1693 года Пётр I выбрал лучших солдат, для состава морских экипажей, придумал морские сигналы, начертил план манёвров и назначил командиров будущего флота: адмиралом-генералиссимуса — Ромодановского, вице-адмиралом — Ивана Ивановича Бутурлина, а себя — шкипером. Во втором походе 1694 года, опять всей флотилией командовал адмирал Ромодановский и по выражению Петра I «зело смелый к войне, а паче к водяному пути». В сентябре 1694 года командовал четырьмя выборными петровскими гвардейскими полками потешных войск, под названием «Генералиссимуса», осаждающих крепости близ Москвы под селом Кожухово специально построенные для такого дела. В этом походе Ромодановский занимал самое видное место и командовал «русскою армиею» — Преображенским и Семёновским полками, выборными солдатскими полками Лефортовым и Бутырским, а также тремя ротами гранатчиков, восемью выборными рейтарскими ротами, двумя ротами даточных людей (под именем нахалов и налётов) и 20 ротами стольничих — действовавшей против неприятельской армии, находящейся под командованием «короля польского» И. И. Бутурлина.
В 1695 году, когда Пётр I отправился в Азовский поход, князь Фёдор Юрьевич был оставлен в Москве. К этому времени относится начало обширной переписки Петра I с Ромодановским.

### Служба Петру I Алексеевичу
В 1696 году умер брат, царь Иван V Алексеевич и происходит резкое возвышение Ромодановского в первые годы самостоятельного царствования Петра I. Князь поддержал юного царя в борьбе с сестрой Софьей; именно ему был поручен надзор за заключённой в Новодевичьем монастыре царевной.
Знаком доверия царя к Ромодановскому было то, что он, отправляясь в марте 1695 года в Азовский поход, оставил его вместо себя в Москве наместником и Председателем в совете Государственного правления, указав именовать его небывалым доселе титулом «князя-кесаря и Величеством», с правом производить во все чины:
Править Москву, и всем боярем и судьям прилежать до него, Ромодановского, и к нему съезжаться всем и советовать, когда он похочет.
К 1697 году особенное относится возвышение Ромодановского. Отправляясь с посольством за границу, Государь поручил управление Московскому совету, составленному из бояр: Льва Кирилловича Нарышкина, князя Петра Ивановича Прозоровского, князя Бориса Алексеевича Голицына, Тихона Никитича Стрешнева под председательством Совета князя Фёдора Юрьевича Ромодановского, которого объявил и наместником Москвы. В этом году Государь поручил ему рассмотреть дело Желябужских и Андрея Матвеевича Апраксина, назначил управлять Преображенским приказом, руководивший им до самой своей смерти. В мае ему поручено смотрение торгов и пошлинный сбор с кабаков, заведя на всё учётные книги.
В 1698 году князь Фёдор Юрьевич Ромодановский сыграл решающую роль в подавлении Стрелецкого бунта, случившегося в отсутствие Петра I, находившегося в Европе с Великим Посольством. Здесь значительную роль сыграли полномочия, которыми наделил князя Ромодановского Пётр I. Главный розыск по стрелецкому делу чинил князь Ромодановский. По свидетельству очевидцев, казни проходили ежедневно, в селе Преображенском пылало до тридцати костров. Во время одной из казней, он сам отсёк четырём стрельцам головы. Вернувшись в этот год из-за границы, Пётр I самолично отрезал ему бороду.
В 1699 году, Государь, покидая столицу, вновь передал всю полноту власти в руки Ромодановского и в частности поручил продолжение розыска по делу стрельцов. Стоя во главе Преображенского приказа, сперва Ромодановский вёл дела, как политические, так и полицейские. Но в начале XVIII столетия в Преображенском приказе сосредоточены дела исключительно только полицейские. К этому времени относится титул данный Ромодановскому «страшный Пресбургский король».
В феврале 1700 года отправился из Москвы к Государю в Воронеж и с ним в другие места. В этом же году собирал деньги с обывателей для мощения столицы. Наряду с этим заведовал снабжением армии артиллерией, литьём пушек и снарядов к ним.
В 1701 году, после сильного пожара, опустошившего Москву, князь Фёдор Юрьевич занимался отстраиванием вверенной ему столицы.
В 1703 году назначен и руководил Сибирским и Аптекарским приказами.
В 1705 году расследовал «о ворах» Астраханских и с Дона.
В 1707 году вёл изменническое дело гетмана Ивана Степановича Мазепы.
Во второй половине петровского правления, князь Ромодановский начинает отходить на второй план. Во главе управления становятся коллегиальные органы, в состав некоторых из них вошёл и князь Фёдор Юрьевич. Он входил в Ближнюю канцелярию, но в списке членов Правительствующего Сената его нет, хотя в государево письме из Вильно, царь писал ему по поводу не аккуратного посещения совещаний боярами, членами Сената. Роль Ромодановского начинает сильно меняться. Постепенно от него отходят различные отрасли управления, которые передаются в руки более молодых, более образованных петровских сподвижников и в конце-концов он остаётся руководить только в Преображенском приказе.
Ромодановский, так же, как и фельдмаршал граф Борис Шереметев, имел право входить в кабинет Петра I в любое время без доклада. Ведал производством в чины, которые от него получал и Пётр I: все высшие чины — в 1706 году полковника, в 1709 году генерал-поручика и шоутбейнахта (контр-адмирал) и в 1714 году вице-адмирала, были пожалованы Государю князем-кесарем Ромодановским.
В частном обиходе Фёдор Юрьевич жил укладом старинного боярина, любил и почитал старые нравы и придерживался старинных обычаев; был гостеприимен, но требовал от всех к себе особого почтения. В обществе перед ним все стояли. «Никто не смел въезжать к нему во двор, — сам Государь оставлял свою одноколку у ворот его». Дом князя Ромодановского находился в Москве, на Моховой, около Каменного моста. В доме на столбах у него было изображение родового герба князей Ромодановских: чёрного крылатого дракона в золотом поле (ОГДР показан иной герб). Во дворе дома находились ручные медведи, один из которых был научен приветствовать посетителей, поднося каждому чарку крепчайшей перцовки, которую было нужно обязательно выпить иначе зверь мог и оцарапать. Также он был владельцем мызы Ропша.
Ближайший исполнитель предначертаний Петра — князь Фёдор Юрьевич не всегда одобрял его поступки: так, между прочим, он не приветствовал женитьбу Петра на Екатерине. (Это объясняется тем, что дочь Ромодановского Федосья была супругой Абрама Лопухина, брата первой жены царя Петра Евдокии).
В последние годы жизни на него было немало нареканий, но Пётр I уверенный в его беспристрастности и бескорыстии мало обращал внимания на доносы. В 1713 году царь писал графу Ф. М. Апраксину: «С дедушкой нашим, как с чортом вожуся, а не знаю, что делать. Бог знает, какой человек?».
Умер князь Ромодановский 17 сентября 1717 года; похоронен в Александро-Невской лавре.

## Переписка Петра I с Ромодановским
Существует обширная переписка Петра I с князем (сохранилось 17 писем, написанных Петром I князю, с мая по ноябрь 1695 года и много писем князя к Государю), в которой царь упоминает обо всех важнейших вопросах внутренней и внешней политики, постройке флота, или просто о здоровье, не боясь спрашивать у Ромодановского совета и адресует свои письма «Государю князю Фёдору Юрьевичу». Из писем видно, что Ромодановский пользовался неограниченным доверием царя и что ему поручались наиважнейшие дела. В письменных сношениях Пётр I окружает Ромодановского тем же почётом, как и в личных сношениях, величает его высшими титулами: Siir; Min; Her; Kenich, Ваше Пресветлейшиство, Ваше Величество и т. д. В большинстве случаев, письма выдержаны в строгих, официальных тонах, особенно в случаях важных. В последующие годы, во время Шведской войны (1700—1721), письма Петра изменяют свой характер. Нет уже прежнего величия, нет торжественности и адресуются просто князю Фёдору Юрьевичу и даже князю Фёдору. И только в торжественных случаях, при известиях о победах, Пётр I по-прежнему обращается к Ромодановскому в высоко почтительной форме. Ответные письма всегда носят строгий деловой характер, и только иногда князь Фёдор Юрьевич позволяет себе шутки, например: «Последней пьяной Фетка Чемоданов, воспоминал вас за пинтой, челом бьёт» и делает замечание «капитану Питеру» за то, что тот поздравил его с праздником Пасхи заодно с другими. Письмо царя от 18 апреля 1697 года, писанное вероятно из Митавы, свидетельствует о том, что Пётр I позаботился и о средствах, которыми должен управлять князь-кесарь, прислав ему машинку, для отсекания головы (гильотину). Ромодановский в ответном письме писал, что машинку опробовал, учинив опыт над крестьянином села Покровское, за умышленное убийство посадского человека. Другого человека, Сидорку, которого взяли за разбой, той же машинкой казнил. В декабре 1698 года писал ему Государь из Амстердама, что построенный Клаусом корабль в Переславле-Залесском весной провести через реку Веску, Сумино озеро и Нерль в Волгу. Князь Фёдор Ромодановский довольно подробно описывает ему ход Стрелецкого бунта 1689 года и принятых мерах.
В письмах, реляциях и всевозможных официальных бумагах иных государственных деятелей, в адрес Ромодановского, нигде не встречается каких-либо острот или непочтительностей.

## Свидетельства современников и историков
Пожалуй, единственным из современников, кто оставил субъективный отзыв о характере и деятельности князя Ромодановского, был Б. И. Куракин, упомянувший о нём в своей «Гиштории о царе Петре Алексеевиче и ближних к нему людях»:

Сей князь был характеру партикулярнаго; собою видом, как монстра; нравом злой тиран; превеликой нежелатель добра никому; пьян по вся дни; но его величеству верной был так, что никто другой. <…> О власти-же его, Ромодановскаго, упоминать ещё будем, что приналежит до розысков, измены, доводов, до кого-б какой квалиты и лица женскаго полу или мужескаго не пришло, мог всякаго взять к розыску, арестовать, и розыскивать, и по розыску вершить.
Н. Н. Бантыш-Каменский писал: «Князь Фёдор Юрьевич был человек нрава жестокого, не знал как милуют. Вид его, взор, голос вселял в других ужас. Воров Ромодановский вешал за рёбра: таким образом им было однажды повешено 200 человек. Неоднократно сам Пётр упрекал Ромодановского в жестокости».
С. М. Соловьёв писал о нём: «Ромодановский был шутовский адмирал и шутовский генералиссимус».

## Семья
Жена князя Ромодановского — Евдокия Васильевна, — дочь окольничего Василия Петровича Львова. В браке имел троих детей:
- Князь Ромодановский Иван Фёдорович (ум. 1730) — действительный тайный советник (1725), генерал-губернатор Москвы (1727); после смерти отца стал, подобно ему, называться «князем-кесарем». Женат на Анастасии Салтыковой (ум. 1736), сестре царицы Прасковьи Фёдоровны. Последний князь Ромодановский был, таким образом, свояком царя Ивана V. Из потомства оставил только дочь Екатерину.
- Княжна Ирина Фёдоровна — супруга капитан-лейтенанта морского флота Василия Васильевича Шереметева.
- Княжна Федосья Фёдоровна — супруга Абрама Лопухина, брата царицы Евдокии Федоровны, казненного по обвинению в заговоре в 1718 году. При расследовании данного дела Ромодановский не замолвил за него ни одного слова.

## Художественный образ
Образ князя появляется в романе А. Н. Толстого «Пётр I», где Ромодановский описан как верный сподвижник царя, жёсткий, беспощадный, готовый на любые меры ради сохранения власти Петра. В современной литературе образ князя встречается в романах Анатолия Брусникина «Девятный Спас» и Нины Молевой «Первый генералиссимус» (оба — 2007).
В кино Ромодановского играли следующие актёры:
- Роман Филиппов («Юность Петра», «В начале славных дел», 1980)
- Игорь Бучко («Россия молодая», 1981—1982)
- Омар Шариф («Пётр Великий», 1986)
- Сергей Шакуров («Пётр Первый. Завещание», 2011)